# Resolució 1010 del Consell de Seguretat de les Nacions Unides
La Resolució 1010 del Consell de Seguretat de les Nacions Unides fou adoptada per unanimitat el 10 d'agost de 1995. Després de recordar totes les resolucions sobre la situació a l'antiga Iugoslàvia i reafirmant la Resolució 1004 (1995), el Consell va exigir que els serbis de Bòsnia alliberessin a totes les persones detingudes i permetessin l'accés a elles a les organitzacions humanitàries internacionals.
Preocupava al Consell de Seguretat que els serbis de Bòsnia no complissin les seves demandes. Era inacceptable que les zones segures de Srebrenica i Žepa fossin violats per les forces serbobosnianes. La resolució referma el compromís del Consell en una solució negociada dels conflictes a l'antiga Iugoslàvia en la qual la sobirania i integritat territorial dels seus estats fossin respectades i reconegudes mútuamen. També hi havia preocupació per violacions del dret internacional humanitari i la desaparició dels civils a Srebrenica i Žepa. La part sèrbia de Bòsnia va ser condemnada al respecte per no permetre l'accés als civils del Comitè Internacional de la Creu Roja (CICR).
El Consell va exigir que els serbobosnians permetessin a les persones detingudes rebre l'accés del CICR i l'Alt Comissionat de les Nacions Unides per als Refugiats i respectar els drets de les persones detingudes i va demanar el seu alliberament. Tots els que haguessin comés violacions del dret internacional humanitari serien responsables individualment. Finalment, es va demanar al Secretari General de les Nacions Unides que informés cap a l'1 de setembre de 1995 sobre el compliment d'aquesta resolució.